# ドゥストリク駅 (タシュケント)
ドゥストリク駅（ウズベク語: Doʻstlik bekati）はウズベキスタンのタシュケントヤシュナバード地区にある、タシュケント地下鉄ウズベキスタン線の駅。

## 沿革
1987年11月6日に駅開業。
当駅は隣のマシナサズラル駅（旧駅名：タシュセルマシュ駅）とともに2度も一時閉鎖されている。1989年9月18日に1度目の閉鎖が行われ、1989年11月6日にアリシェル・ナヴォイ-チョルスー間の延伸開業時に営業を再開した。1990年4月に2度目の一時閉鎖が行われ、1991年4月30日にチョルスー-ベルニー間の延伸開業時に営業を再開した。
2012年10月5日までは当駅の駅名はソ連邦英雄ヴァレリー・チカロフにちなんで命名されていたが、現在のドゥストリク駅に改名された。
2020年8月30日に環状線テフノパルク駅が開業し当駅と接続。乗換駅となる。

## 駅構造
島式ホーム1面2線を有する地下駅。天井はターコイズ色に塗られたアーチ天井となっており、蝶の形を模した電灯で飾られている。渡り線は引き上げ線側にあるため、ホームで直接ベルニー方面に折り返すことは不可能であり、ドゥストリク駅に到着した列車は全て回送電車として引き上げ線へ入線して折り返しを行う。
ホームから出口への階段はホーム両端にあり、改札口も別個に設置されている。コンコースと階段の壁は白い大理石を使用しており、床は灰色と黒の御影石を使用している。コンコースの壁に、ヴァレリー・チカロフの尽力によるモスクワ(ソ連)から北極経由でバンクーバー（カナダ）までの初の直行便成功50周年を記念するパネルがあったが、2012年10月に撤去された。
環状線テフノパルク駅への連絡通路はマシナサズラル寄りのホーム端部の階段を経由する。

## 駅周辺
- エルベク通り[5][6]
- アリムケント通り[5][6]
- ウズオート・モーターズ工場[5][6]（直結する出口あり[3]）
- バクー映画館[5][6]
- ドゥストリク遊園地

## 隣の駅
タシュケント地下鉄
 ウズベキスタン線
マシナサズラル駅 - ドゥストリク駅